# Lake Paradise (Queensland)
Der Lake Paradise ist ein Stausee im Südosten des australischen Bundesstaates Queensland. Er liegt etwa 30 Kilometer nordwestlich der Stadt Biggenden am Unterlauf des Burnett River.
Mit dem im November 2005 fertiggestellten Paradise-Staudamm wurde ein See mit 300 Millionen Kubikmeter Wasserinhalt, 29,51 Quadratkilometer Fläche und 38,2 Meter größter Tiefe aufgestaut, der die frühere Goldgräbersiedlung Paradise überflutete. Der Stausee dient als Wasserspeicher für die nahegelegenen Städte Bundaberg und Childers und das umgebende Land. Die Stadt Biggenden und ihre Umgebung sind allerdings nicht an den Stausee angeschlossen.
Während des 4 Jahre dauernden Baus wurden über 400 Arbeitsplätze geschaffen und der neue Stausee avancierte zu einer der größten Touristenattraktionen der Gegend. Artefakte und Gebäude aus der Geisterstadt Paradise wurden entfernt, bevor dieses geflutet wurde. Die Ausstellungsstücke sind heute bei der Biggenden Historical Society zu bewundern.
Der Paradise-Staudamm soll der Regierung als Modell für den geplanten und stark diskutierten Traveston Crossing Dam am Mary River, etwa 100 Kilometer weiter südöstlich, dienen. Ein Bericht des World Wildlife Fund aus dem Jahre 2005 bezeichnet den Lake Paradise als einen der sechs am schlechtesten geplanten Stauseen seit der World Commission on Dams im Jahre 2000.